# Bill & Melinda Gates Foundation
Bill & Melinda Gates Foundation – największa na świecie organizacja filantropijna, prowadzona przez Billa Gatesa, założyciela Microsoftu, i jego byłą żonę Melindę Gates. Założona w styczniu 2000 przez połączenie Gates Learning Foundation i William H. Gates Foundation.
Fundacja przeznacza pieniądze na stypendia dla studentów, zapobieganie AIDS, walkę z chorobami nękającymi Trzeci Świat i inne cele. Gates zajmuje się również zapewnieniem wyżywienia i podniesieniem standardu jednej z najuboższych wiosek, która była niegdyś bez środków do życia.
Biura fundacji znajdują się w Seattle, Waszyngtonie, Londynie, Delhi i Pekinie.
Fundacja prowadzi trzy wielkie programy:
- Global Development Program (prezes: Sylvia Mathews Burwell)
- Global Health Program (prezes: dr Tadataka Yamada)
- U.S. Program (prezes: Allan C. Golston)

Fundacja budzi poważne kontrowersje w środowiskach pro-life. W latach 1998–2006 przekazała ona kwotę 12 mln dolarów organizacji Planned Parenthood. International Planned Parenthood stojąca za prawem do aborcji lub jego wprowadzeniem w krajach rozwijających się otrzymała 21 mln dolarów.
Od początku istnienia do lipca 2015 roku fundacja udzieliła się charytatywnie kwotą 42,9 mld USD.

## Światowy Program Zdrowia

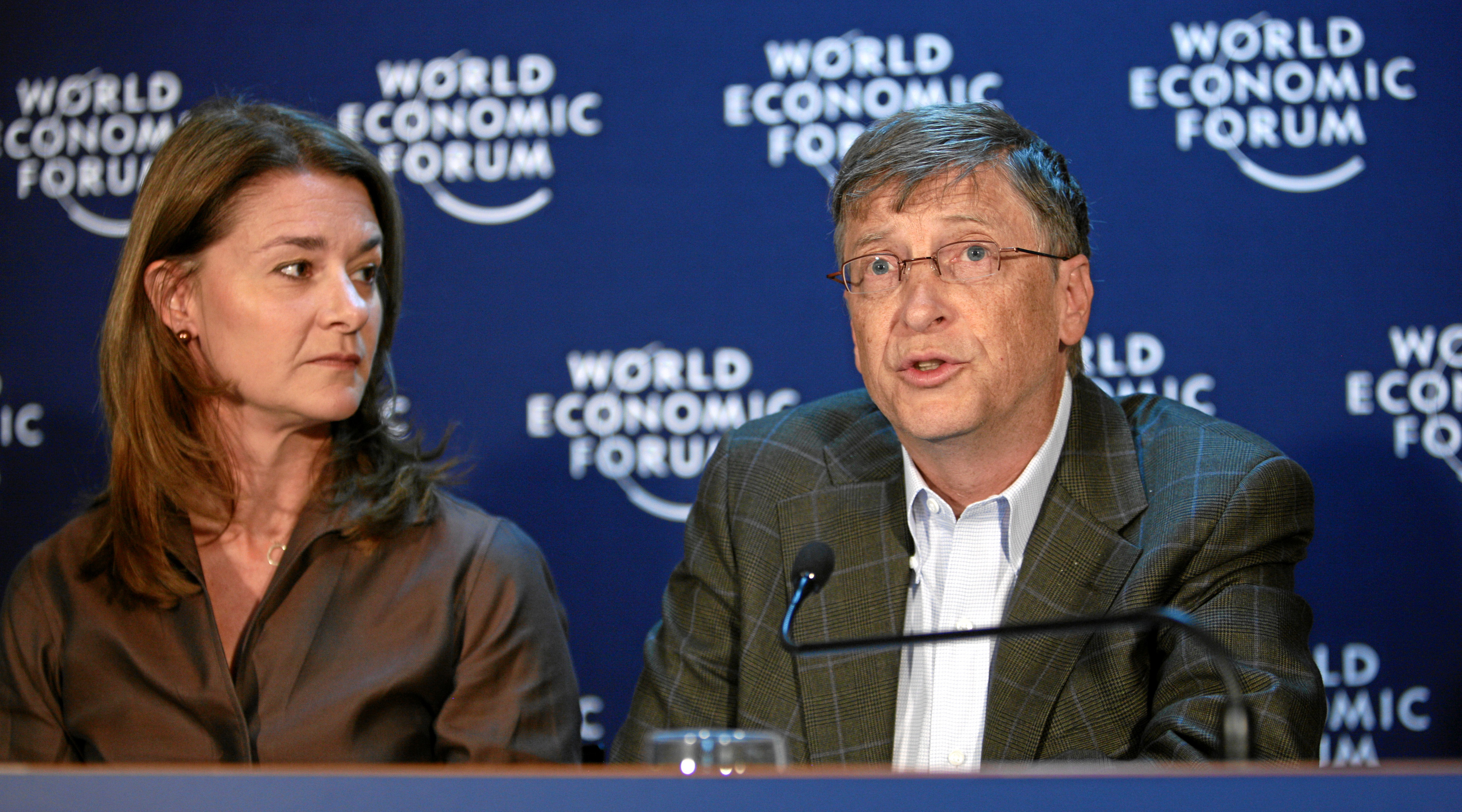
Melinda Gates i Bill Gates

Fundacja szybko uzyskała duży wpływ na światowe zdrowie i wprowadziła Światowy Program Zdrowia (The Global Health Program). Przeznacza ona ok. 800 mln USD rocznie na światowe zdrowie, a suma ta jest zbliżona do rocznego budżetu WHO (193 kraje) i jest porównywalna do środków pieniężnych przeznaczanych na walkę z chorobami zakaźnymi przez United States Agency for International Development. Obecnie Fundacja dostarcza 17% (w 2006 r. 86 mln USD) światowego budżetu na cele zwalczania choroby Heinego-Medina.
Światowy Program Zdrowia wspiera także:
- związek The Global Alliance for Vaccines and Immunization – 25 stycznia fundacja przeznaczyła na ten cel 750 mln USD[6]
- The Institute of OneWorld Health – fundacja przeznaczyła dotację w wysokości 10 mln USD dla instytutu jako wsparcie jego pracy nad lekarstwem na leiszmaniozę.

Children’s Vaccine Program
Children’s Vaccine Program jest realizowany przez Program for Appriopriate Technology in Health. 9 grudnia 2003 roku uzyskał on wsparcie Fundacji w wysokości 27 mln USD jako pomoc w szczepieniu przeciwko zapaleniu mózgu B
Departament Światowego Zdrowia Uniwersytetu Waszyngtońskiego
Fundacja przekazała 30 mln USD na rzecz Departamentu Światowego Zdrowia Uniwersytetu Waszyngtońskiego w Seattle. Dotacja ma za zadanie wesprzeć m.in. edukację oraz światowe zdrowie. Prowadzone są także badania mające na celu poprawę dostępności do wyższego wykształcenia na świecie.
Badania nad wirusem HIV
Fundacja przeznaczyła 287 mln USD na różne badania nad HIV i AIDS. Pieniądze zostały podzielone między 16 różnymi grupami badawczymi na świecie pod warunkiem, iż grupy te będą dzieliły się między sobą rezultatami badań

## Światowy Program Rozwoju
Prezesem Światowego Programu Rozwoju (Global Development Program) jest Sylvia Mathews. Program ma na celu zwalczanie ekstremalnego ubóstwa dzięki subwencjom.